# Observatorio de Ciencias del Universo de Grenoble
El Observatorio de Ciencias del Universo de Grenoble (OSUG) (en francés: Observatoire de Sciences de l'Univers de Grenoble) es un centro de investigación y enseñanza superior francés situado en Grenoble, dedicado al estudio de la Tierra, los planetas, el Universo, la atmósfera y el medio ambiente.
Es parte de la Universidad Joseph Fourier, y está ubicada en el campus de Saint-Martin-d'Hères cerca de Grenoble.
El OSUG tiene nueve departamentos de investigación (600 personas), cuyas áreas de investigación cubren la geofísica, geología, planetología, astrofísica, glaciología y la dinámica de fluidos.
Dentro de las funciones del OSUG se encuentra la realización de estudios astronómicos, sísmicos y geodésicos.